# Колейчук, Вячеслав Фомич
Вячеслав Фомич Колейчук (16 декабря 1941, Степанцево, Московская область — 9 апреля 2018, Москва) — советский и российский художник, представитель кинетического направления в современном искусстве, профессор МАрхИ, лауреат Госпремии России (1999).

## Биография
Родился 16 декабря 1941 года в деревне Степанцево Клинского района Московской области в семье офицера. В 1966 году окончил факультет градостроительства МАрхИ. В 1965—1967 годах был участником группы художников «Движение». С 1970 по 1977 год работал в Центральном НИИ теории и истории архитектуры и градостроительства. Позднее работал во Всесоюзном НИИ технической эстетики (ВНИИТЭ). С 1979 года — член Союза архитекторов. В 1993 году принят в Профессионально-творческий Союз художников и графиков (входящий в Международную федерацию искусств ЮНЕСКО). С 1996 — преподаватель кафедры ландшафтной архитектуры МАрхИ. С 1997 — профессор кафедры рисунка Московского государственного открытого педагогического университета.
Дочь — Анна Колейчук, художница.
Сын — Дмитрий Колейчук, архитектор

## Работы находятся в собраниях
- Государственная Третьяковская галерея, Москва.
- Государственный Русский музей, Санкт-Петербург.
- Московский музей современного искусства, Москва.
- Государственный центр современного искусства, Москва.
- Коллекция современного искусства Государственного музея-заповедника «Царицыно», Москва.
- Музей современного искусства, Лоуны, Чехия.
- Nancy and Norton Dodge Collection, Музей Циммерли Ратгерского университета, Нью-Брансуик, США.
- Л. П. Талочкин, Москва.
- В. А. Дудаков, Москва.
- Дениза Рене[фр.], Париж, Франция.
- Питер Баткин, Лондон, Великобритания.
- Коллекция «Другое искусство», РГГУ, Москва.
- МАДИ музей, Даллас, США.
- Мобил музей МАДИ, Будапешт, Венгрия.

## Персональные выставки
- 2009 — «Живая графика». Фонд «Эра», Москва.[4][5]
- 2012 — «Геометрия Космоса». Московский планетарий, Москва.[6]
- 2012 — «Моя азбука». Stroganov gallery, Москва.[7]

## Выставки
- 1966 — «Выставка кинетического искусства» (совместно с коллективом «Движение»). Дом культуры института атомной энергии им. И. В. Курчатова, Москва.
- 1967 — «ЭКСПО-67». Павильон СССР, Монреаль, Канада.
- 1975 — «ЭКСПО-75». Павильон СССР, Окинава, Япония.
- 1975 — «Экспериментальное моделирование в архитектуре». Музей архитектуры им. А. В. Щусева, Москва.
- 1976 — Осенняя выставка. Дом архитекторов, Москва.
- 1977 — «Структуры». Дом архитектора, Таллинн.
- 1978 — «Наука и искусство». Дом ученых, Москва.
- 1979 — «Цвет, форма, пространство». М.Грузинская, 28, Москва.
- 1980 — «Экспериментальное моделирование в дизайне». Центр технической эстетики, Москва.
- 1983 — Всесоюзная выставка дизайна. Центральный дом художника, Москва.
- 1983 — «Кинетическое формообразование». Дом знаний, Рига.
- 1984 — «Маяковский и производственное искусство». Музей Маяковского, Москва.
- 1984—85 — «Tradition und Gegenwart». Дюссельдорф, Ганновер, Штутгарт, Германия.
- 1985 — «Дизайн социалистическому обществу». Международная выставка. ВДНХ СССР, ВНИИТЭ, Москва.
- 1985 — «ЭКСПО-85». Павильон СССР, Цукуба, Япония.
- 1986 — «Образы симметрии в искусстве». Центр биологических исследований АН СССР, г. Пущино, Московская обл.
- 1986 — «Мастера культуры за мир». Манеж, Москва.
- 1986 — «Vjaceslav Fomic Kolejcuk. Plastiky, Kolaze, Documentace». Dom umeni mesta, Брно, Чехословакия.
- 1987 — «Компьютер и искусство». Центр ядерных исследований АН СССР, Протвино, Московская обл.
- 1987 — «Design in the USSR». Design Center, Штутгарт, Германия.
- 1987 — «Пространство-время-искусство». Выставочный зал СХ Татарской АССР, Казань.
- 1987 — «Художник и современность». Первое творческое объединение московских художников. «Каширка», Москва.
- 1987 — «Объект-I». М.Грузинская, 28, Москва.
- 1987 — «Ретроспекция творчества московских художников. 1957—1987». л/о «Эрмитаж», Профсоюзная ул., д. 100, Москва.
- 1988 — «АРС». Выставочный зал Киевского района, Москва.
- 1988 — «Геометрия в искусстве». «Каширка», Москва.
- 1988 — 2-я выставка Первого творческого объединения МОСХа. Дом художника на Кузнецком мосту, Москва.
- 1988 — «Поэзия случайности». МАРХИ, Москва.
- 1988 — «Дизайнер-Художник». Центр технической эстетики ВНИИТЭ, Москва.
- 1989 — «Что есть фотография». 150 лет фотографии. Манис, Прага, Чехословакия.
- 1989 — «Московское неофициальное искусство 60—70-х гг.» (из собрания Л.Талочкина). Областной художественный музей, Куйбышев.
- 1989 — «Коллекция Тани и Наташи Колодзей». ГМИИ УзССР, Ташкент.
- 1990 — «Звукструк+Попфон+Бикапо» (совместно с Г.Виноградовым и Б.Стучебрюковым). Дворец молодежи, Москва.
- 1990 — «Viatscheslav Koleitschuk. Retrospective 1965—1990». Neue Galerie, Кассель, Германия.
- 1990 — «В сторону объекта». Выставочный зал «На Каширке», Москва.
- 1990 — «Универсальная прогрессия». Международная выставка. Манеж, Москва.
- 1990 — «In de USSR en Erbuiten». Stedelijk Museum, Амстердам, Нидерланды.
- 1990 — «Images on Facades». Felix-Poulate Square, Гренобль, Франция.
- 1990—91 — «Другое искусство. Москва 1956—1976». Галерея «Московская коллекция». ГТГ, Москва; ГРМ, Ленинград.
- 1991 — «Viatscheslav Kolejtschuk. Retrospective 1965—1990». Institut Baukunst, Грац, Австрия.
- 1992 — «The Photographic Experience in Contemporary Russian Art. Herbarium». Kunsthalle Exnergasse, Fotogalerie Wien, Вена, Австрия.
- 1992 — «Арт-контакт». Манеж, Санкт-Петербург.
- 1994 — «Europa, Europa». Бонн, Германия.
- 1994 — «Тотальная иллюзия». ГТГ, Москва.
- 1995 — «Крутится-вертится». Музей кино, Москва.
- 1995 — «20 лет выставки в ДК ВДНХ». Профсоюзная, 100, Москва.
- 1995 — «Постскриптум». К восьмидесятилетию выставки 0-10. Малая Грузинская, 28, Москва.
- 1995 — «Новая визуальная реальность». Музей декоративного и прикладного искусства, Москва.
- 1995 — «Светостереография». Национальный технический музей, Прага, Чехия.
- 1996 — «Architecture of а landscape». Limeric City Gallery of Art, Ирландия.
- 1996 — Выставка номинантов национальной театральной премии «Золотая маска». Выставочный зал на Тверской, Москва.
- 1996 — «Границы интерпретации». РГГУ, Москва.
- 1996 — «Таллинн-Москва.1956-85 гг». Таллинский Дом искусства, Эстония.
- 1996 — «Hobbytronica». Torino, Италия.
- 1996 — Выставка на открытии кабинета К. С. Малевича, Фонд Малевича, Московский фонд «Горожане». Дизайн галерея, Москва.
- 1996 — Выступление в концертной программе, посвященной 100-летию со дня рождения Л. С. Термена (совместно с С. Крейчи). Государственный концертный зал республики Татарстан, Казань.
- 1996 — Выступление на фестивале «Театр и музыка». Дом актёра, Нижний Новгород.
- 1997 — «Кредо», Российский Фонд Культуры, Москва.
- 1997 — «Светопредставление». Профсоюзная, 100, Москва.
- 1997 — Демонстрационные программы авторских экзотических акустических музыкальных композиций и структур, Москва.
- 1997 — Выступление на концерте, посвященном 30-летию группы «Осенебри» П. Луферова. ЦДХ, Москва.
- 1997 — Международная художественная ярмарка «Арт-Манеж». Манеж, Москва.
- 1997 — Выступление на фестивале альтернативной музыки (совместно с С.Крейчи). Дом композитора, Москва.
- 1997 — Выступление на концерте злектронной музыки и аудиовизуального искусства (совместно с С.Крейчи). Большой концертный зал Российской академии музыки им. Гнесиных, Москва.
- 1997 — «Фоком` 97». 1 выставка-фестиваль новой визуальной культуры. ЦДХ, Москва.
- 1997 — Digitale 97. Dialekte. Cinemathek. Кёльн, Германия.
- 1998 — «Мастерская конструктивизма. Геометрия, структура, орнамент». ГТГ на Крымском валу, Москва.
- 2013 — «Экспансия предмета». Московский музей современного искусства.
- 2013 — «Сны для тех, кто бодрствует». Московский музей современного искусства.